# Beek-Elsloo vasútállomás
Beek-Elsloo vasútállomás vasútállomás Hollandiában, Stein településen. Az állomást az Nederlandse Spoorwegen üzemelteti.

## Vasútvonalak
Az állomást az alábbi vasútvonalak érintik:
- Maastricht–Venlo-vasútvonal

## Kapcsolódó állomások
A vasútállomáshoz az alábbi állomások vannak a legközelebb:
- Geleen-Lutterade vasútállomás
- Bunde vasútállomás